# ديركو كروغر
ديركو كروغر (بالبرتغالية: Dirceu Krüger‏) هو لاعب كرة قدم برازيلي في مركز الوسط، ولد في 11 أبريل 1945 في كوريتيبا في البرازيل، وتوفي بنفس المكان في 25 أبريل 2019. لعب مع نادي كوريتيبا.